# محمد مزيان
محمد مزيان هو رئيس سوناطراك، شركة النفط الجزائرية الوطنية، حتى 14 يناير 2010 حين أحيل للتحقيق بتهمة الفساد مع سبعة من مساعديه. ومنذ ذلك الحين انتقل محمد مزيان ليعيش في لوغانو، سويسرا. في 5 مايو 2011 قضت محكمة جزائرية بسجن مزيان سنتين إحداهما موقوفة التنفيذ، وتغريمه 7000 دولار بعد إدانته بتهمة تبديد أموال عامة.
وثيقة ويكيليكس تكلمت عن تحليل السفارة الأمريكية لفضيحة سوناطراك وتتهم وزير النفط آنذاك، شكيب خليل، الذي تصفه بأنه رجل بوتفليقة، بأنه عمل على إقصاء محمد مزيان.

## الهامش
1. ↑  "سجن المدير السابق لشركة سوناطراك". الجزيرة نت. 5 مايو 2011. مؤرشف من الأصل في 2011-05-08.
2. ↑  ديرانية، محمد. "صراع العروش الجزائري.. من يقطف الثمرة؟". 1-a1072.azureedge.net. مؤرشف من الأصل في 2023-07-28. اطلع عليه بتاريخ 2023-07-28.